# Duke (Album)

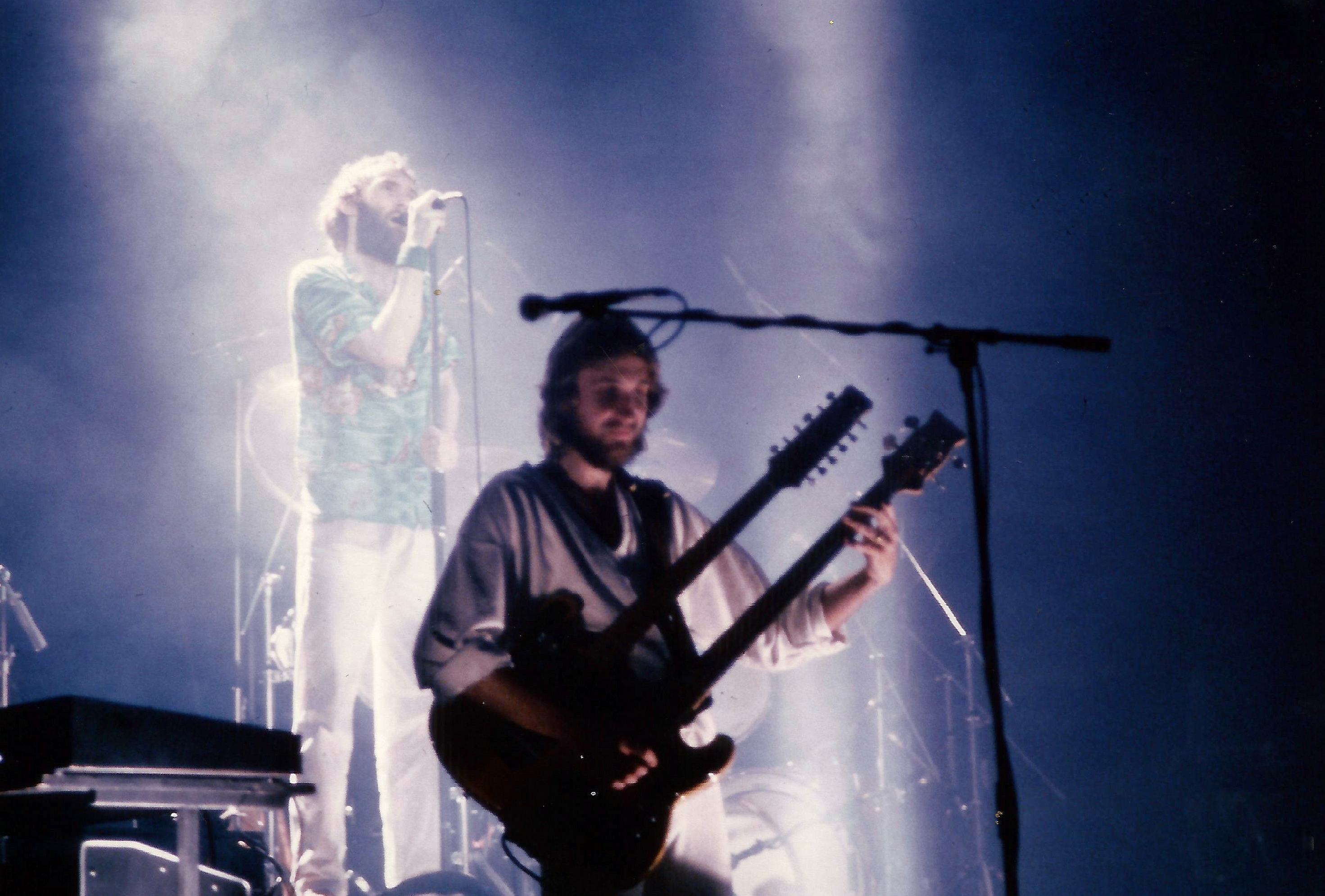
Collins und Rutherford auf der Duke-Tournee 1980 in Liverpool

Duke (englisch für „Herzog“) ist das zehnte Studioalbum der britischen Rock-Band Genesis. Es wurde im März 1980 veröffentlicht und erreichte als erstes Genesis-Album den ersten Platz der britischen Album-Charts. Duke vergrößerte zudem die Popularität von Genesis in den USA.

## Hintergrund
Duke wurde in einer Phase der Neuorientierung von Genesis aufgenommen und veröffentlicht. Tony Banks und Mike Rutherford nahmen im Vorfeld ihre Solo-Alben A Curious Feeling und Smallcreep’s Day auf, welche aber nicht sehr erfolgreich waren. Phil Collins hingegen wanderte mit seiner Frau nach Vancouver aus, um seine Ehe, die nicht zuletzt durch seinen Erfolg mit Genesis stark belastet war, zu retten. Collins und seine Frau trennten sich schließlich trotzdem; er kehrte nach Großbritannien zurück und wartete einige Monate, bis Banks und Rutherford ihre Soloarbeiten abgeschlossen hatten. 
In der Folge schrieb Collins einige sehr persönliche Songs, welche später großenteils auf seinem erfolgreichen Solo-Debüt Face Value veröffentlicht wurden. Zwei dieser Songs – Misunderstanding und Please Don't Ask – fanden hingegen einen Platz auf Duke, und insgesamt war Collins’ Beitrag zum Songwriting der Band seit diesem Album sehr viel größer als zuvor. Banks bedauerte später, In the Air Tonight für Duke abgelehnt zu haben. Auch er und Rutherford steuerten jeweils zwei fertige Songs bei, die restlichen Stücke wurden von den drei Musikern gemeinsam im Rahmen von Jamsessions komponiert. Alle Beteiligten gaben später an, die Arbeit an Duke sei ihnen leichter gefallen als die an den Vorgängeralben.

## Musik

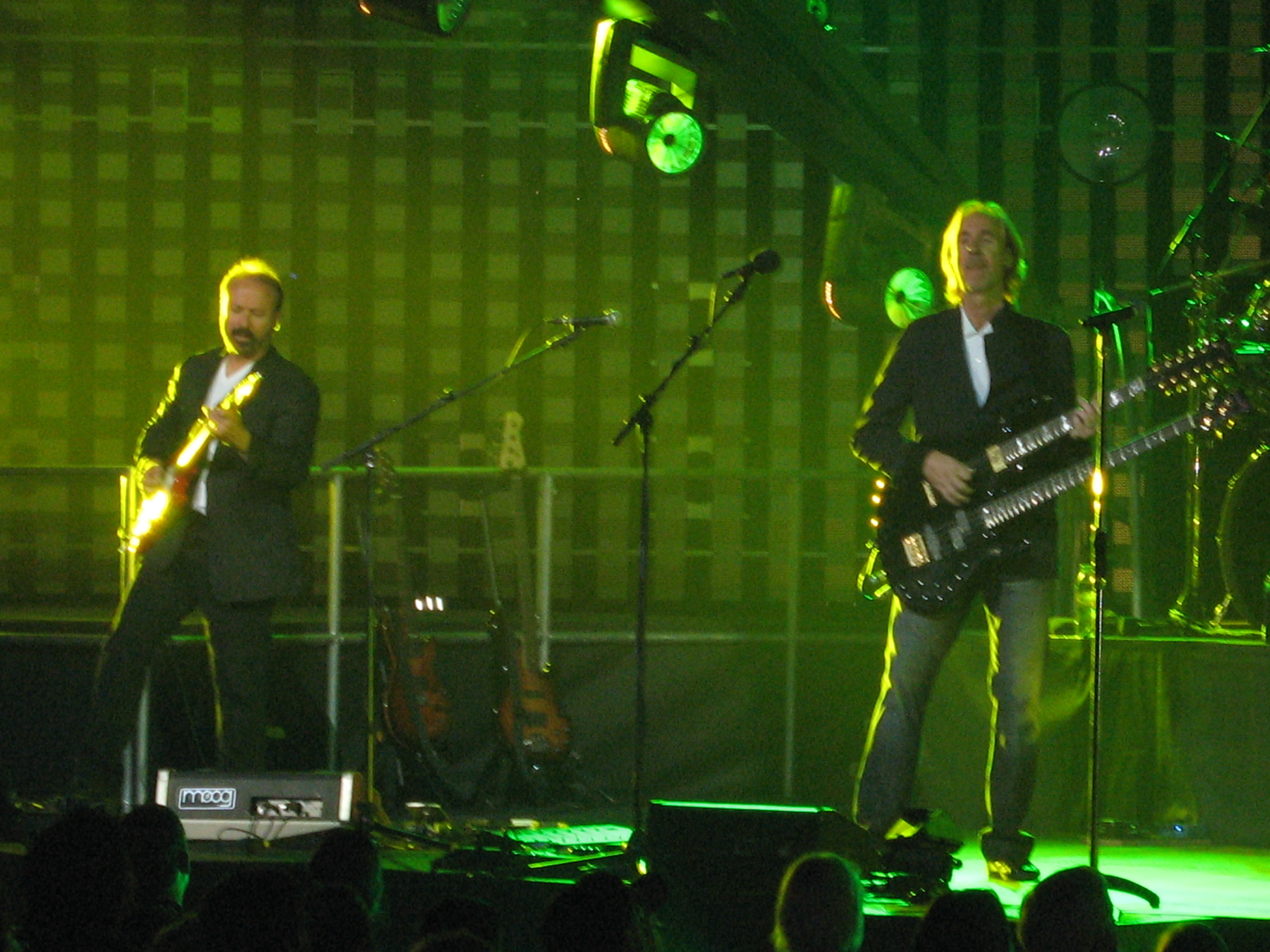
Rutherford und Stuermer auf der Reunion-Tour 2007 mit Duke’s Travels in Washington

Durch das Album zieht sich eine Suite, welche aus den Songs Behind the Lines, Duchess, Guide Vocal, Turn It On Again, Duke’s Travels und Duke’s End besteht. Ursprünglich sollten diese sechs Titel aneinandergereiht auf einer kompletten Album-Seite Platz finden, was den Versuch kennzeichnet, ein zweites Supper's Ready (siehe Foxtrot) zu schaffen. Jedoch entschied sich die Band schließlich dazu, die Suite in sechs einzelne Titel aufzusplitten und über das Album zu verteilen. Durch diesen Zusammenhang gilt das Album unter Kritikern als das organischste Genesis-Werk seit A Trick of the Tail 1976.
Mike Rutherfords Bassspiel ist sehr klar und energievoll, die Gitarre wurde von ihm – wie bei späteren Genesis-Werken üblich – nur spärlich, aber atmosphärisch und effektiv eingesetzt. Collins’ Arbeit am Schlagzeug und an der Percussion gilt als sehr gereift, technisch perfekt und dynamisch; anders als in der Folgezeit verwendet er auf Duke kaum synthetische Drums. Banks verzichtet in vielen Songs auf ungewöhnliche Synthesizer-Sounds und konzentriert sich vor allem auf Klavier und E-Piano.
Mit Misunderstanding konnte Genesis einen großen Single-Hit in den USA beitragen, und auch Turn It On Again wurde regelmäßig im Radio gespielt. Duke gilt dort als ihr Durchbruch. Trotz des großen kommerziellen Erfolgs des Albums wird es auch von Kritikern und Progressive-Rock-Fans geschätzt, da es neben geradliniger Popmusik auch viele Elemente des klassischen Progressive Rocks der 1970er-Jahre enthält und somit eine Phase des Übergangs markiert.

## Titelliste
1. Behind the Lines (Tony Banks, Phil Collins, Mike Rutherford) – 5:31
2. Duchess (Tony Banks, Phil Collins, Mike Rutherford) – 6:40
3. Guide Vocal (Tony Banks) – 1:18
4. Man of Our Times (Mike Rutherford) – 5:35
5. Misunderstanding (Phil Collins) – 3:11
6. Heathaze (Tony Banks) – 5:00
7. Turn It On Again (Tony Banks, Phil Collins, Mike Rutherford/Mike Rutherford) – 3:50
8. Alone Tonight (Mike Rutherford) – 3:54
9. Cul-de-Sac (Tony Banks) – 5:02
10. Please Don’t Ask (Phil Collins) – 4:00
11. Duke’s Travels (Tony Banks, Phil Collins, Mike Rutherford) – 8:41
12. Duke’s End (Tony Banks, Phil Collins, Mike Rutherford) – 2:04 (instrumental)

### DVD-Extras (2007 Release)
1. Band Interview 2006
2. Promotional Videos: Duchess, Misunderstanding, Turn It On Again
3. Live at the Lyceum, London 1980
4. World Tour Program 1980 Tour (Galerie mit 16 Bildern)

## Beschreibung einzelner Lieder
- Duchess: Dieser Titel handelt von der Karriereentwicklung eines weiblichen Rockstars: der Duchess, dem weiblichen Gegenstück zum namengebenden Duke. Das Lied erzählt vom anfänglichen Aufstieg bis zum finalen Niedergang der Protagonistin im Showbusiness.
- Guide Vocal: Dieses kurze Stück ist nur auf Collins’ Gesang und Banks’ Klavier aufgebaut. Der Text des Liedes wird auch in Duke’s Travels in leicht veränderter Form wieder aufgegriffen.
- Turn It On Again: Hierbei handelt es sich um ein sehr populäres Live-Stück der Band, welches seit Veröffentlichung bei vielen Konzerten der Band gespielt wurde. Das Lied baut sich auf einem 13/8-Takt auf und besteht aus einem Basspedal-Rhythmus sowie einem von Keyboard und Gitarre wiederholten Riff.
- Cul-de-Sac: Der Titel stammt aus dem französischen und bedeutet Sackgasse. Das Lied ist – typisch für den Autor Banks – von Piano, Synthesizern, unterschiedlichen Harmonien und Rhythmuswechseln geprägt. Der Song ist eines der wenigen deutlich progressiven Stücke des Albums.

## Besetzung

### Genesis
- Tony Banks – Keyboard, Gesang, 12-saitige-Gitarre
- Phil Collins – Percussion, Schlagzeug, Gesang
- Mike Rutherford – Bass, Gitarre, Gesang

### Gastmusiker
- David Hentschel – Hintergrundgesang

## Produktion
- Produzenten: Genesis, David Hentschel
- Produktions-Assistent: Dave Bascombe
- Soundtechniker: David Hentschel
- Mastering: Ray Staff
- Künstlerische Leitung: Bill Smith
- Artwork: Lionel Koechlin

## Kommerzieller Erfolg

### Chartplatzierungen
| ChartsChartplatzierungen       | Höchstplatzierung | Wochen/ Monate |
| ------------------------------ | ----------------- | -------------- |
| Deutschland (GfK)              | 2 (27 Wo.)        | 27 Wo.         |
| Österreich (Ö3)                | 14 (1 Mt.)        | 1 Mt.          |
| Vereinigte Staaten (Billboard) | 11 (31 Wo.)       | 31 Wo.         |
| Vereinigtes Königreich (OCC)   | 1 (30 Wo.)        | 30 Wo.         |

| ChartsJahrescharts (1980) | Platzierung |
| ------------------------- | ----------- |
| Deutschland (GfK)         | 33          |

### Auszeichnungen für Musikverkäufe
| Land/Region                  | Auszeichnungen für Musikverkäufe (Land/Region, Auszeichnung, Verkäufe) | Verkäufe  |
| ---------------------------- | ---------------------------------------------------------------------- | --------- |
| Frankreich (SNEP)            | Gold                                                                   | 100.000   |
| Vereinigte Staaten (RIAA)    | Platin                                                                 | 1.000.000 |
| Vereinigtes Königreich (BPI) | Platin                                                                 | 300.000   |
| Insgesamt                    | 1× Gold · 2× Platin ·                                                  | 1.400.000 |

Hauptartikel: Genesis (Band)/Auszeichnungen für Musikverkäufe